# ميخائيل برادلي (لاعب غولف)
ميخائيل برادلي (بالإنجليزية: Michael Bradley)‏ هو لاعب غولف أمريكي، ولد في 17 يوليو 1966 في لارغو في الولايات المتحدة.

## وصلات خارجية
- ميخائيل برادلي على موقع رابطة لاعبي الغولف المحترفين (الإنجليزية)
- ميخائيل برادلي على موقع التصنيف العالمي الرسمي للغولف (الإنجليزية)